# Myospila morosa
Myospila morosa este o specie de muște din genul Myospila, familia Muscidae. A fost descrisă pentru prima dată de Stein în anul 1918.
Este endemică în Sri Lanka. Conform Catalogue of Life specia Myospila morosa nu are subspecii cunoscute.